# 島根県道23号斐川一畑大社線
島根県道23号斐川一畑大社線（しまねけんどう23ごう ひかわいちばたたいしゃせん）は、島根県出雲市内を通る主要地方道（島根県道）である。

## 概要
この道路の一部は、一畑電気鉄道（現・一畑電車）北松江線一畑口駅（出雲市小境町） - 一畑駅（同町）間の廃線跡を再利用して一畑自動車道として整備されたもので、1979年（昭和54年）に無料開放され、県道となった。1982年（昭和57年）4月1日から主要地方道へ昇格。通行不能区間の中には国道339号のような階段部分も存在する。

### 路線データ
- 起点：島根県出雲市斐川町学頭・出雲空港入口交差点（国道9号交点）
- 終点：島根県出雲市大社町日御碕（島根県道29号大社日御碕線交点）
- 総延長：48.3 km
- 通行不能区間：出雲市塩津町 - 出雲市小津町間 (1.9 km)

## 歴史
- 1982年（昭和57年）
  - 4月1日 - 建設省（現・国土交通省）が主要地方道に指定[2]。
  - 12月1日 - 島根県が島根県道23号斐川一畑大社線を認定。
  - 島根県道23号は元は主要地方道松江大社線（湖北線）で使われていたが、1981年（昭和56年）4月30日に一般国道431号へ昇格されたことに伴い本路線の認定直前に廃止されている。
- 1993年（平成5年）5月11日 - 建設省から、県道斐川一畑大社線が斐川一畑大社線として主要地方道に再指定される[3]。

## 路線状況

### 重複区間
- 国道431号（出雲市平田町 - 出雲市小境町）
- 島根県道352号宍道湖湖北自転車道線（出雲市鹿園寺町 - 出雲市小境町）
- 島根県道232号小伊津港線（出雲市小伊津町 - 出雲市上岡田町）
- 島根県道275号十六島直江停車場線（出雲市小津町）
- 島根県道250号鰐淵寺線（出雲市奥宇賀町 - 出雲市河下町）

## 地理

### 通過する自治体
- 出雲市

### 交差する道路
| 交差する道路                                   | 交差する場所                 | 交差する場所                                                                                   |
| ---------------------------------------------- | ---------------------------- | ---------------------------------------------------------------------------------------------- |
| 国道9号                                        | 斐川町学頭                   | 出雲空港入口交差点 / 起点                                                                      |
| 島根県道243号出雲空港線                        | 斐川町荘原                   | 空港通り交差点                                                                                 |
| 島根県道161号斐川出雲大社線                    | 斐川町黒目                   | 黒目東交差点                                                                                   |
| 島根県道351号出雲路自転車道線                  | 灘分町                       |                                                                                                |
| 国道431号 重複区間起点                         | 平田町                       | 平田新田交差点                                                                                 |
| 島根県道352号宍道湖湖北自転車道線 重複区間起点 | 鹿園寺町（ろくおんじちょう） |                                                                                                |
| 島根県道352号宍道湖湖北自転車道線 重複区間終点 | 小境町                       |                                                                                                |
| 国道431号 重複区間終点                         | 小境町                       | 一畑薬師入口交差点【北緯35度27分38.5秒 東経132度53分0.1秒 / 北緯35.460694度 東経132.883361度】 |
| 島根県道352号宍道湖湖北自転車道線              | 小境町                       |                                                                                                |
| 島根県道232号小伊津港線 重複区間起点           | 小伊津町                     |                                                                                                |
| 島根県道232号小伊津港線 重複区間終点           | 上岡田町                     | 【北緯35度28分39.8秒 東経132度49分27.0秒 / 北緯35.477722度 東経132.824167度】                  |
| 通行不能区間                                   |                              |                                                                                                |
| 島根県道275号十六島直江停車場線 重複区間起点   | 小津町                       |                                                                                                |
| 島根県道275号十六島直江停車場線 重複区間終点   | 小津町                       |                                                                                                |
| 島根県道250号鰐淵寺線 重複区間起点             | 奥宇賀町                     |                                                                                                |
| 島根県道250号鰐淵寺線 重複区間終点             | 河下町                       | 河下交差点                                                                                     |
| 島根県道29号大社日御碕線                       | 大社町日御碕                 | 終点                                                                                           |

### 沿線にある施設など
- 斐伊川
- 宍道湖
- 一畑電気鉄道北松江線（一畑口駅 - 一畑駅間）廃線跡
- 一畑寺（一畑薬師）
- 日御碕
- 出雲日御碕灯台
- 出雲大社